# Німецька окупація Естонії під час Першої світової війни

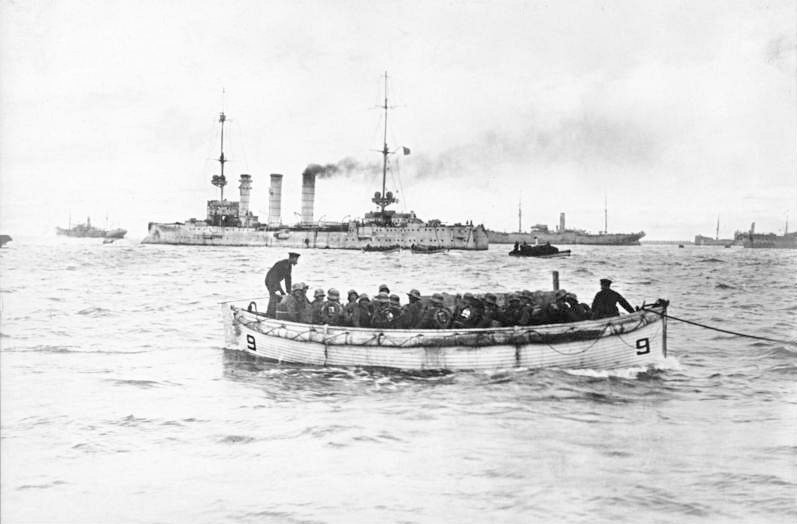
Німецькі війська висаджуються на Сааремаа

Німецька окупація Естонії під час Першої світової війни — військова окупація Естонії з боку Німецької імперії на пізніх етапах Першої світової війни. 11–21 жовтня 1917 року німецька імперська армія зайняла Західно-Естонський архіпелаг (Моонзундський архіпелаг), включаючи великі острови Сааремаа (нім. Ösel), Гіюмаа (нім. Dagö) і Муху (нім. Moon).
На час проведення переговорів щодо Берестейського договору бойові дії в Естонії припинилися. В лютому 1918 року перемовини зірвалися:19 і, щоб присилувати новий більшовицький режим Радянської Росії підписати Берестейський договір, 18 лютого 1918 року німці висадилися на материковій частині Естонії та 21 лютого 1918 р. рушили на Хаапсалу. 22 лютого німецькі війська зайняли Валгу, а 24 лютого — Пярну, Вільянді і Тарту. 25 лютого 1918 року вони окупували Таллінн. Останнім захопленим німецькими військами на материковій частині Естонії містом була Нарва, яка потрапила під німецьку окупацію 4 березня 1918 року. На той час німецький наступ поклав край як Тимчасовому уряду Естонії, який 24 лютого 1918 року в Таллінні проголосив незалежність країни, так і залишкам російської більшовицької Червоної гвардії в Естонії. Останні червоногвардійці втекли в Росію через річку Нарва 5 березня 1918 року.
28 лютого 1918 року в Таллінн прибув генерал-лейтенант Адольф фон Зекендорф. Він обійняв посаду військового коменданта 3-ї комендатури при начальнику німецької військової адміністрації Західно-Естонського архіпелагу. Пізніше в 1918 році, підписавши Берестейський договір, російський більшовицький уряд відмовився від будь-яких претензій на суверенітет над Естонією, формально надавши Німецькій імперії право або анексувати її, або створити в Естонії державу-клієнта.:19 До кінця Першої світової війни в листопаді 1918 року Естонія залишалася в складі німецького Обер Осту (військова адміністрація Курляндії, Естляндії, Ліфляндії, Сааремаа та Риги).

## Німецька окупація
Першою місцевістю сучасної Естонії, яку було в той час окуповано, став у 1915 році острів Рухну (тоді в складі Ліфляндської губернії).
Під час окупації Естонії німецькі втрати становили 368 вояків загиблими і близько 1400 пораненими. Вони захопили 20 000 російських військовополонених і заволоділи кількома російськими військовими кораблями. Поблизу острова Муху під час Моонзундської битви затонув один зі старих російських військових кораблів броненосець «Слава». Німецька імперська армія силами свого 60-го корпусу (19-та піхотна дивізія, 77-ма резервна дивізія та 4-та кавалерійська дивізія) здійснила наступ на Північну Ліфляндію та Естонію, а її 6-й корпус (205-та і 219-та піхотні дивізії, 1-ша кавалерійська дивізія) наступав з Західно-Естонського архіпелагу на Лігулу, Віртсу і Хаапсалу.
Протягом окупації у безпосередньому підпорядкуванні німецькій військовій адміністрації перебували Таллінн, Тарту і Нарва, а решту країни було поділено на округи (нім. Amtsbezirk) та дрібніші одиниці (нім. Ortsbezirk). Головами місцевих адміністрацій зазвичай призначалися представники балтійської знаті (феодали-землевласники з числа балтійських німців). Усі газети естонською, окрім німецько орієнтованої Tallinna Päevaleht, були заборонені. Така ситуація тривала до 10 листопада 1918 р. 5 листопада 1918 р. Німеччина денонсувала Берестейський договір з усіма його (тоді таємними) додатковими протоколами. Останній німецький представник в Естонії Август Вінніг підписав угоду з Тимчасовим урядом Естонії від 19 листопада 1918 року, що передавала всю адміністративну владу Тимчасовому уряду Естонії. 28 листопада 1918 року в Естонію вдерлася Радянська Росія, чим розпочала війну за незалежність Естонії.

## Об'єднане Балтійське герцогство
Підписуючи Берестейський договір 3 березня 1918 року, Радянська Росія офіційно передала Естонію німецькій військовій адміністрації з умовою пізнішого визначення її майбутнього статусу, тоді як місцева німецька меншина намагалася заснувати Об'єднане Балтійське герцогство. 12 квітня 1918 року балтійські німці скликали в Ризі т. зв. Земельні збори, вимагаючи утворення Об'єднаного герцогства Естляндії, Ліфляндії та Курляндії, яке було б включено до складу Німецької імперії на правах персональної унії з Гогенцоллернами — відповідне прохання імператору Німеччини подала Земельна рада в Ризі.

## Боротьба за незалежність Естонії
У проміжку між відступом російських і наближенням німецьких військ, які несли окупацію Естонії Німецькою імперією, Комітет порятунку Національної ради Естонії (Маапяев) 24 лютого 1918 року проголосив незалежність Естонії, яку німецькі війська не визнали.
23 березня 1918 року командир німецького 68-го корпусу оголосив щойно сформовану естонську армію незаконною. У червні 1918 року почалися арешти лідерів руху за національну незалежність. Обраного главу держави Костянтина Пятса відправили у в'язницю в Німеччину. Весь цей час Комітет порятунку Естонії, вступивши у зносини з західними союзними державами, продовжував свою підпільну діяльність. 3 травня 1918 року незалежність Естонії визнало (де-факто) Сполучене Королівство Великої Британії та Ірландії, а потім 18 травня і Франція, а 29 травня 1918 року — Королівство Італія, надавши комітету правовий статус представника естонської нації.
Після початку Німецької революції представники Німеччини у період між 11 і 14 листопада 1918 року офіційно передали політичну владу в Естонії національному уряду. Та відхід німецьких військ створив порожнечу, яку постаралися заповнити російські більшовицькі підрозділи.:19 Почалася війна за незалежність Естонії.
2 лютого 1920 року між Естонською Республікою та більшовицькою Росією було підписано Тартуський мирний договір між РСФРР та Естонією. 1921 року Естонська Республіка здобула міжнародне визнання і стала членом Ліги Націй.